# Garavellite
La garavellite è un minerale appartenente al gruppo della berthierite.